# オセール
オセール（Auxerre）は、フランス中央部、ブルゴーニュ＝フランシュ＝コンテ地域圏のコミューンであり、県庁所在地。

## 観光
- サンテチエンヌ教会
- サンジェルマン修道院
- 時計塔
- ルブラン・デュヴェルノワ博物館
- サン＝ピエール教会

## 姉妹都市
- ヴォルムス（ドイツ）
- プウォツク（ポーランド）
- ヴァラジュディン　（クロアチア）